# Hunsbury Meadows
Hunsbury Meadows är en civil parish i Northamptonshire i England. Grundad 1 april 2013.